# NK Devetka Zagreb
Nogometni klub "Devetka" (NK "Devetka"; Devetka Zagreb; Devetka) je nogometni klub iz Zagreba, Republika Hrvatska. Natječe se u 4. nogometnoj ligi Središte Zagreb – podskupina A.

## O klubu
Osnovan je 2012. Tijekom godina klub je napredovao od škole nogometa te je došao do razine gdje ima momčadi u svim dobnim kategorijama. Klub trenutno broji preko preko 300 članova.[nedostaje izvor]
Registriran je 9. lipnja 2014.
NK Devetka koristi se dvama igralištima za treninge, a oni se nalaze na adresama Ulica Dragutina Albrechta 1 i kampus Borongaj.

## Igralište
Glavni klupski teren, Kampus Borongaj, nalazi se u sklopu Sveučlišnog kampusa Borongaj. Klub također koristi i manji teren s umjetnom travom u sklopu SRC Ravnice.

## Pregled plasmana po sezonama
| sezona    | rang lige | liga                                 | dio lige | poz.    | klubova u ligi | ut      | pob     | ner     | por     | gol+    | gol-    | bod     | napomene                          | izvori  |
| Devetka   | Devetka   | Devetka                              | Devetka  | Devetka | Devetka        | Devetka | Devetka | Devetka | Devetka | Devetka | Devetka | Devetka | Devetka                           | Devetka |
| --------- | --------- | ------------------------------------ | -------- | ------- | -------------- | ------- | ------- | ------- | ------- | ------- | ------- | ------- | --------------------------------- | ------- |
| 2019./20. | VII.      | 3. Zagrebačka NL                     |          | 3.      | 8              | 10      | 7       | 0       | 3       | 36      | 9       | 21      | prekinuto radi pandemije COVID-19 |         |
| 2020./21. | VI.       | 2. Zagrebačka NL                     |          | 2.      | 16             | 30      | 23      | 4       | 3       | 104     | 21      | 73      |                                   |         |
| 2021./22. | V.        | 1. Zagrebačka NL                     |          | 2.      | 15             | 28      | 21      | 5       | 2       | 71      | 15      | 68      |                                   |         |
| 2022./23. | V.        | 1. Zagrebačka NL                     |          | 1.      | 16             | 30      | 25      | 2       | 3       | 97      | 24      | 77      |                                   |         |
| 2023./24. | V.        | 4. NL Središte Zagreb – podskupina A |          | 6.      | 16             | 30      | 13      | 7       | 10      | 48      | 38      | 46      |                                   |         |
| 2024./25. | V.        | 4. NL Središte Zagreb – podskupina A |          | 3.      | 16             | 30      | 17      | 8       | 5       | 61      | 35      | 59      |                                   |         |
| 2025./26. | V.        | 4. NL Središte Zagreb – podskupina A |          |         | 16             |         |         |         |         |         |         |         |                                   |         |

## Vanjske poveznice
- Službena web-stranica
- Profil, Facebook
- Profil, HNS Semafor
- Profil, Zagrebački nogometni savez
- Profil, Sofascore
- Profil, Sportilus